# Mesozomus groehni
Mesozomus
Genre
Espèce
Mesozomus groehni, unique représentant du genre Mesozomus, est une espèce fossile de schizomides de la famille des Hubbardiidae.

## Répartition
Cette espèce a été découverte dans de l'ambre de Birmanie de la vallée de Hukawng (en). Elle date du Crétacé.

## Description
Le mâle holotype mesure 2,65 mm.

## Systématique et taxinomie
Cette espèce et ce genre ont été décrits en 2019 par Müller (d), Dunlop, Kotthoff (d), Hammel (d) et Harms (d) dans la famille des Hubbardiidae.

### Étymologie
Cette espèce est nommée en l'honneur du paléontologue et entomologiste allemand Gröhn (d) (1949-).
Ce genre est nommé en référence à son ère d'origine, le Mésozoïque.

### Publication originale
- (en) Müller, Dunlop, Kotthoff, Hammel et Harms, « The oldest short-tailed whipscorpion (Schizomida): a new genus and species from the Upper Cretaceous amber of northern Myanmar », Cretaceous Research, 2019, vol. 106, no 104227, p. 1-10.